# Neomaniacs
Neomaniacs, oder auch neoManiacs, ist eine dreiteilige deutsche Miniserie, deren Rahmenhandlung mit Sketchen durchsetzt ist und die mit YouTube-Stars wie AlexiBexi und Michael Schulte in den Hauptrollen besetzt wurde. Die Serie wurde im Rahmen des TVLab 2015 entwickelt und 2017 im ZDFneo ausgestrahlt. Einige Clips von neoManiacs wurden auch auf dem YouTube-Kanal zur Serie veröffentlicht.

## Inhalt
Der Schauspieler Lars Fricke muss für einen Art-House-Film die Herr-der-Ringe-Figur Gollum imitieren. Am Filmset kann Lars mit seinem Schauspiel weder den Regisseur noch dessen Crew überzeugen. Man gibt ihm drei Tage Zeit, um dieses Problem in den Griff zu bekommen oder er wird den Schauspieljob verlieren. Der Schauspieler und sein Manager Freddy beschließen heimlich, dass Lars sich übers Wochenende als falscher Patient in eine Nervenheilanstalt einweisen lassen soll, um zu lernen, wie er den schizophrenen Gollum überzeugend spielen kann.
Die Einweisung in die Psychiatrie läuft reibungslos. Aber schon nach der ersten Therapie, bei der Lars und andere Patienten mit Elektroschocks betäubt werden, kommen in ihm Zweifel auf und der Schauspieler entschließt sich dazu seinen Psychiatrieaufenthalt abzubrechen. Doch niemand glaubt Lars, dass er nur zur Rollenvorbereitung hier ist. Weder die drogenabhängige Oberkrankenschwester Cordula noch der sinister wirkende Oberarzt und Anstaltsleiter Dr. Mankow wollen ihm die Geschichte abkaufen. Außerdem stirbt auch noch sein Manager Freddy bei einem Autounfall und nun ist Lars der einzige, der die Wahrheit kennt.
Um Dr. Mankow und dem strengen Regiment von Oberpflegerin Cordula zu entkommen, sucht sich Lars Verbündete. Zusammen mit Micha, der sich nur noch singend verständigen kann, und anderen Patienten will er aus der Psychiatrie flüchten.

## Produktion und Ausstrahlung
Die vier YouTube-Stars AlexiBexi, Michael Schulte, Lars Fricke und Ooobacht waren das Gewinnerteam des ZDFneo TVLabs 2015.  Sie traten als „Team DWING“ (für „Das Web ist nicht genug“) dort an, gewannen die Abstimmung und entwickelten daraufhin gemeinsam mit dem Regisseur Michael Hilli die dreiteilige Comedy-Serie neoManiacs. Die Bücher zur Serie schrieben Michael Hilli, Matthias Mettenbörger, Rebecca Rehm, Joseph Bolz, Niki Drozdowski und Ralf Betz. Für den Schnitt der Serie waren Michael Hilli, Tino Klein und Daniel Rau verantwortlich. Produziert wurde die Serie von der Mainzer Agentur HitchOn.
ZDFneo zeigte Clips aus der Comedy-Serie auf dem gleichnamigen YouTube-Kanal und am 30. März 2017 die erste Folge im Fernsehen. Zudem wurde auf YouTube über mehrere Wochen noch eine Making-of-Reihe gezeigt, bei der Aufnahmen und Geschichten von den Dreharbeiten zur Serie eine eigene Handlung bildeten.

## Episodenliste
| Nr. | Originaltitel | Erstausstrahlung | Regie         | Drehbuch                                                                                    |
| --- | ------------- | ---------------- | ------------- | ------------------------------------------------------------------------------------------- |
| 1   | Folge 1       | 30. März 2017    | Michael Hilli | Ralf Betz, Joseph Bolz, Niki Drozdowski, Michael Hilli, Matthias Mettenbörger, Rebecca Rehm |
| 2   | Folge 2       | 6. Apr. 2017     | Michael Hilli | Ralf Betz, Joseph Bolz, Niki Drozdowski, Michael Hilli, Matthias Mettenbörger, Rebecca Rehm |
| 3   | Folge 3       | 13. Apr. 2017    | Michael Hilli | Ralf Betz, Joseph Bolz, Niki Drozdowski, Michael Hilli, Matthias Mettenbörger, Rebecca Rehm |

## Rezeption
Axel Weidemann von der FAZ stellt folgendes fest: „Es wird zitiert, was das Zeug hält: schlechte und deshalb beliebte Actionfilme (‚Tango und Cash‘), Serien (‚Game of Thrones‘) und Memes. Aufgeladen wird alles durch teils hinreißend billigen Slapstick im Stil der achtziger und neunziger Jahre – man denke an ‚Die nackte Kanone‘. Das zündet in seiner Überdrehtheit, wenn der Fußballverrückte, der eine brennende Zigarette aus der Kaffeetasse zieht, um danach genüsslich aus ihr zu trinken, erzählt, wie man früher Fußball gespielt habe. Szenischer Blick zurück: In leichten beigefarbenen Windjacken, mit langen Haaren, Stirnbändern, gebrochenem Schienbein, einer Schusswaffe in der Hand und natürlich dauerrauchend. Solche Szenen sind Gold wert. Leider sind Lars Frickes Mit-Insassen mäßig originell und den von Zeichentrick-Komödien wie ‚Family Guy‘ abgekupferten Rückblenden fehlt oft das Gespür für das richtige Timing. Doch obwohl viele Witze zu Tode inszeniert sind: Die Hoffnung stirbt zuletzt. Immerhin lässt ‚neoManiacs‘ erkennen, dass man auch in Deutschland wenigstens einen Hauch von ‚Monty Python‘ verströmen kann. Oder doch wenigsten[sic] von ‚Klimbim‘.“
Alexander Krei von DWDL.de kritisiert, dass das Projekt neoManiacs überfrachtet wäre: „Vielleicht liegt es daran, dass sich die Macher etwas zu viel vorgenommen haben. Hier Sketche, die einzeln im Netz funktionieren sollen, dort eine eigene Rahmenhandlung fürs TV – und weil das alleine nicht reicht, haben sich die Produzenten auch gleich noch einen weiteren Handlungsstrang für die YouTube-Welt ausgedacht. Weniger wäre wahrscheinlich mehr gewesen, zumal die – neue – Grundidee auf dem Papier durchaus vielversprechend klingt.“
Glenn Riedmeier vom Film- und Fernsehserien-Infoportal TV Wunschliste sieht neoManiacs nicht als Serie „im herkömmlichen Sinne“, sondern für ihn ist sie „mehr ein wilder, temporeicher Ritt durch Geschmacks- und Humorgrenzen“. Sein Fazit: „Das Sketchformat ist sicherlich nichts für jedermann, aber wer eine Ader für anarchische Comedy und überdrehte Parodien diverser TV-Genres hat, sollte einen Blick riskieren. ‚neoManiacs‘ erinnert stilistisch an Produktionen des britischen Jugendsenders BBC three, die sich ebenfalls durch surreale und schräge Inhalte abseits des Mainstreams auszeichnen.“
In den Stuttgarter Nachrichten attestiert Senta Krasser der Serie einen speziellen Humor: „Wer nicht sehr auf kopflose Fußballer oder Pantomime-Superhelden steht, dürfte weder im Netz noch im Fernsehen lachen“. Darüber hinaus bemängelt sie, dass die Einbindung der YouTube-Stars inhaltlich nicht richtig funktioniert, man merke „dem Format an, dass zuerst das Personal da war, erst danach kam die Idee zur Serie hinzu. Nicht alle Sketche fügen sich in ein rundes Ganzes.“